# Marijn te Kolsté

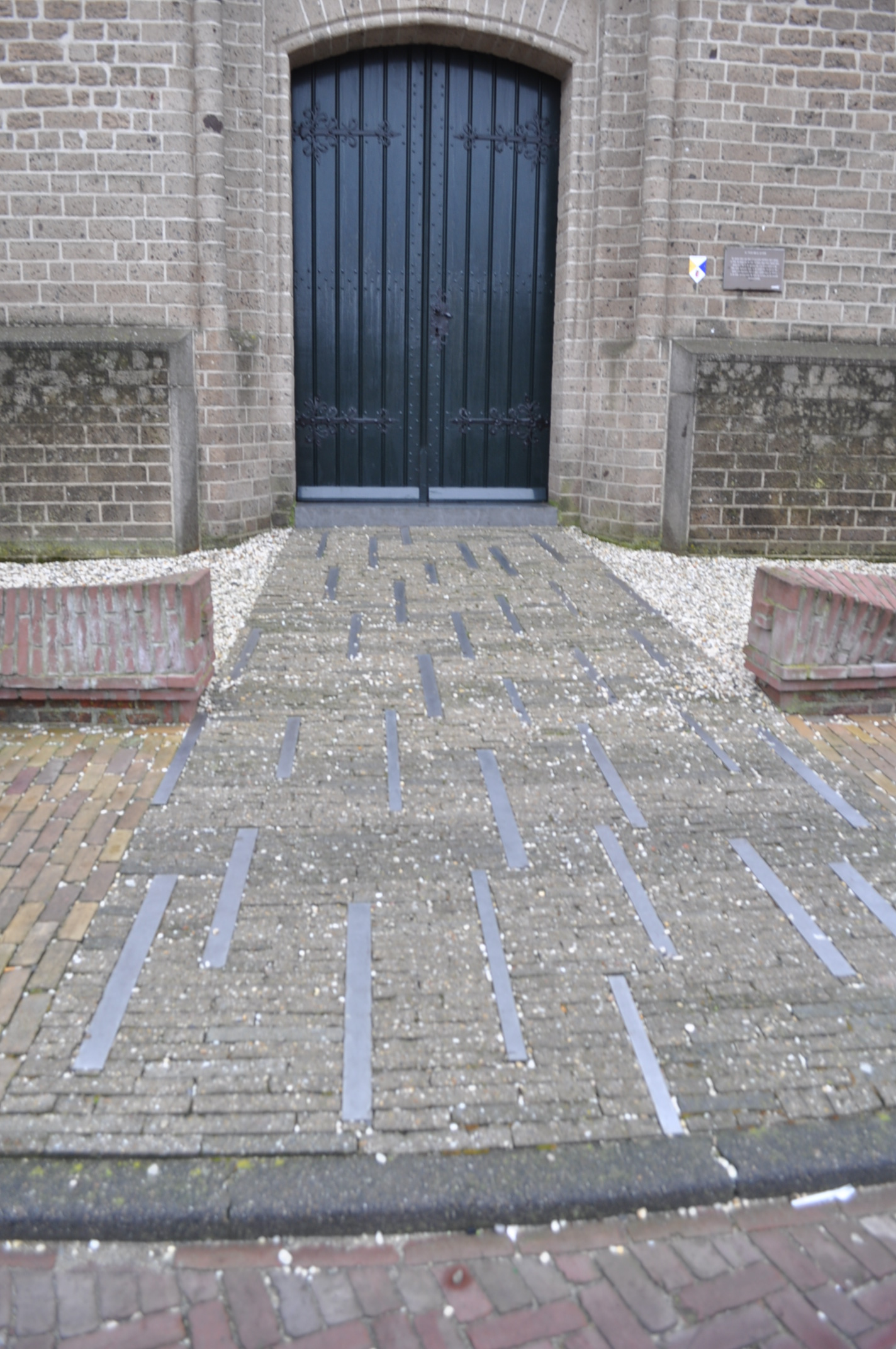
Lichtpad

Marijn te Kolsté (̆17 juni 1956) is een Nederlands beeldend kunstenares werkzaam in de Utrechtse gemeente Houten. Ze heeft haar atelier bij het huis Wickenburgh in 't Goy.

## Biografie
Te Kolsté behaalde in 1980 haar bachelor in beeldende kunsten aan de Hogeschool voor de Kunsten Utrecht. Zij specialiseert zich voornamelijk in landschapskunst en figuurvoorstellingen.

## Werken in de openbare ruimte

### TRAP-route
De afkorting TRAP staat voor Toeristisch Recreatief Archeologisch Project. Het project bestaat uit 14 locaties waar beelden(groepen) zijn geplaatst. Ze vestigen de aandacht op de plaatselijke geschiedenis zoals die onder meer bij archeologisch onderzoek is vastgesteld. Bijna alle kunstobjecten zijn door Te Kolsté vervaardigd. Een fietsroute van 35 kilometer lang door de gemeente Houten voert langs de locaties.
De volgende beelden zijn onderdeel van de TRAP-route:
- De Romeinse Tijd
- Het Onzichtbare Kasteel
- Het Lichtpad
- De Sofa
- Paard met Haan
- De villa van Houten
- Vrouw aan de Hoogdijk
- Kerk 't Goy
- De Vrouwen van Wickenburgh
- De Steur
- De Brink
- De jongens van het fort
- De Mariakapel
- Waterlint

### Overige werken
- Eerste steen gemeentehuis
- Het Koninginnehuis
- Kralensnoer[4]

## Fotogalerij

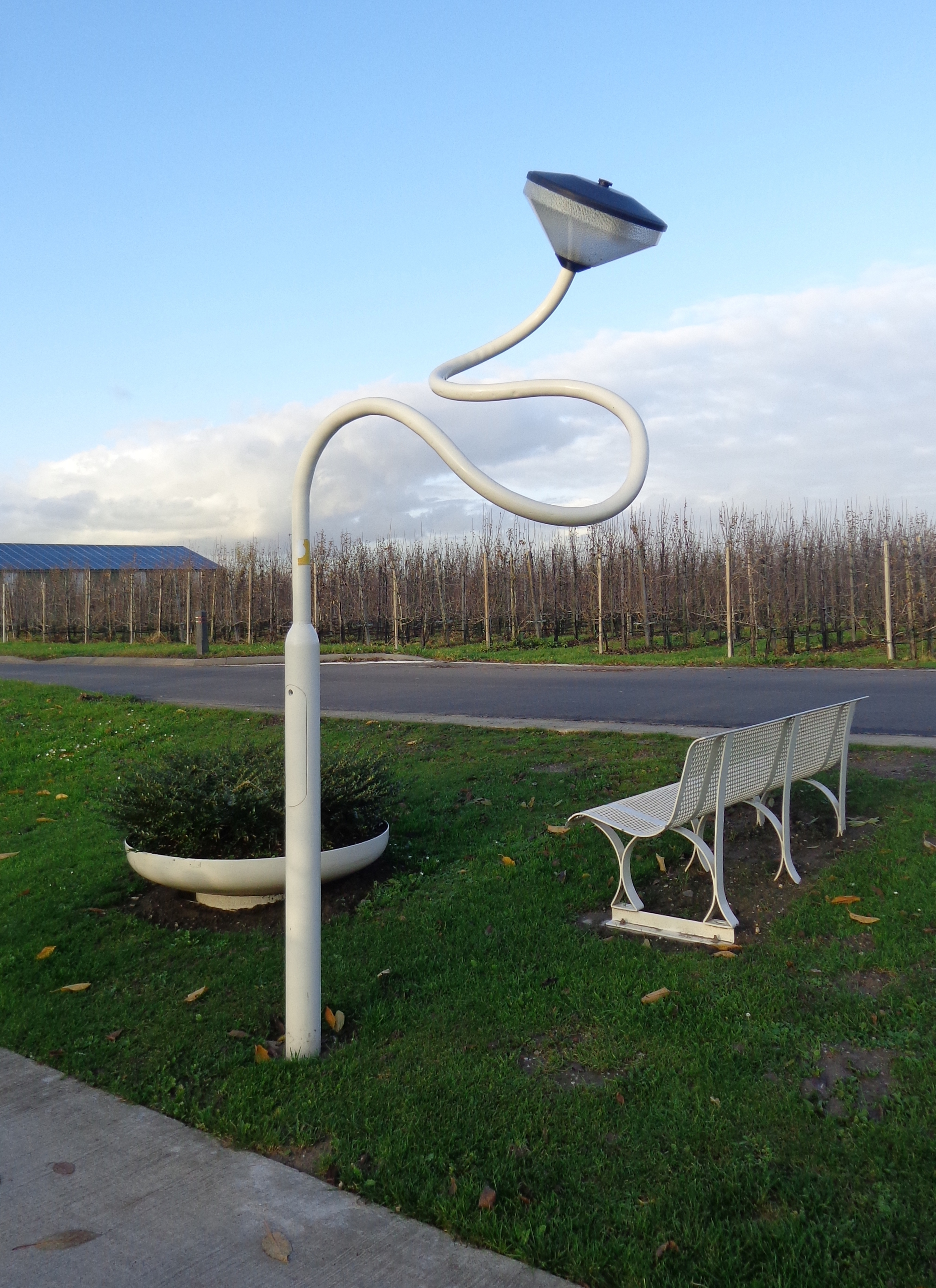
Kunszinnige lantaarnpaal aan de Beusichemseweg te 't Goy van Marijn te Kolsté
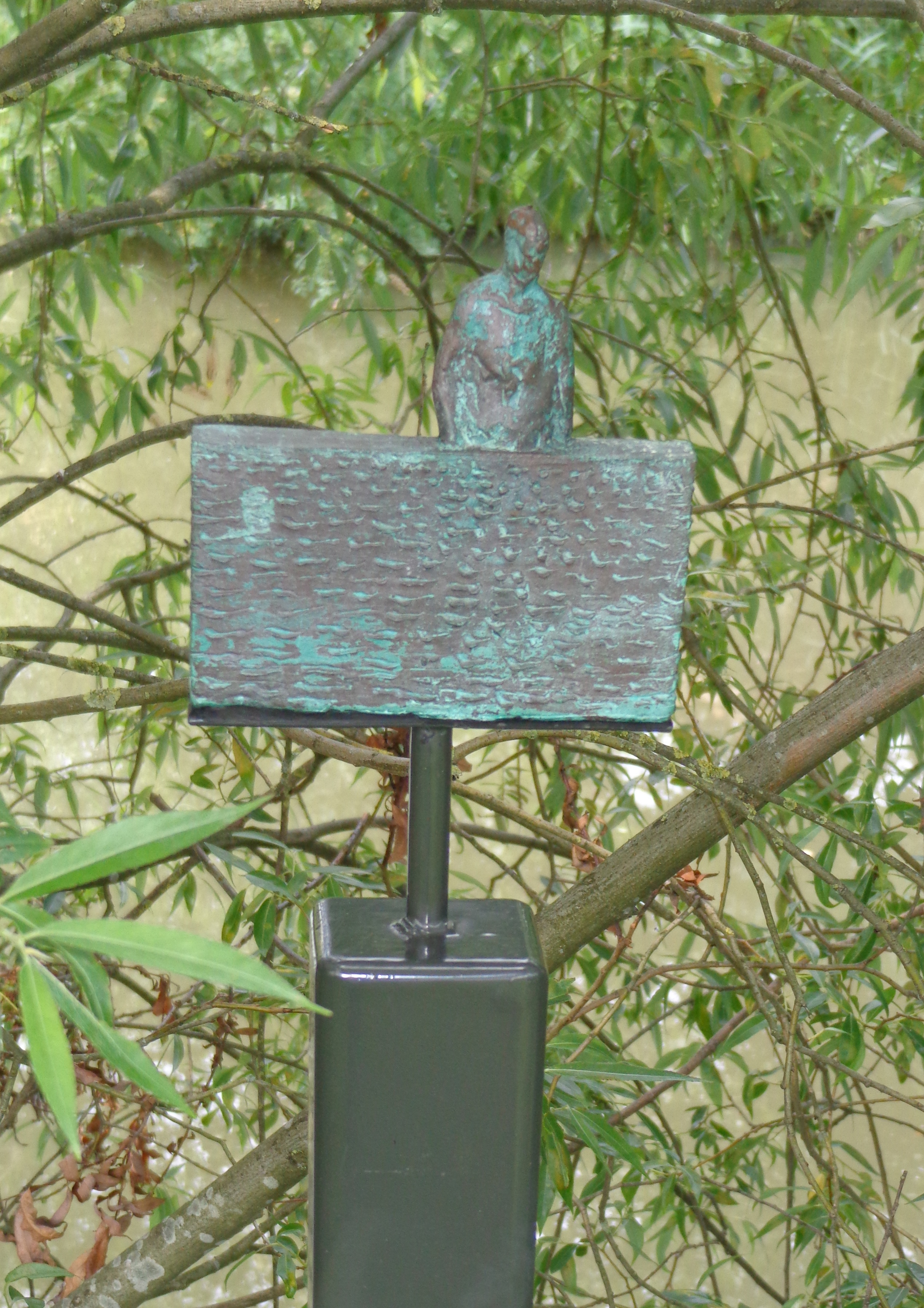
De jongens van het fort, bij het Werk aan de Korte Uitweg te Tull en 't Waal van Marijn te Kolsté

- International Standard Name Identifier: 0000 0003 9163 6356
- Nederlandse Thesaurus van Auteursnamen: 177244232
- RKD-Nederlands Instituut voor Kunstgeschiedenis: 45541
- Virtual International Authority File: 285534447
- WorldCat: E39PBJtRDPq3XywRTgKpHCMXVC